# Tulare (Kalifornija)
Tulare je grad u američkoj saveznoj državi Kalifornija. Prema popisu stanovništva iz 2010. u njemu je živjelo 59.278 stanovnika.